# Karná
Karná est un village de Slovaquie situé dans la région de Prešov.

## Histoire
Première mention écrite du village en 1543.

## Démographie

### Évolution de la population
| Année:               | 1994. | 2004.   | 2014.   | 2024. |
| -------------------- | ----- | ------- | ------- | ----- |
| Nombre de personnes: | 435   | 447     | 457     | 457   |
| Différence:          |       | +2,75 % | +2,23 % | +0 %  |

| Année:               | 2023. | 2024.   |
| -------------------- | ----- | ------- |
| Nombre de personnes: | 461   | 457     |
| Différence:          |       | -0,86 % |